# Wyżni Sobkowy Przechód
Wyżni Sobkowy Przechód (słow. Vyšná suchá štrbina) – przełęcz znajdująca się w górnej części Sobkowej Grani w słowackiej części Tatr Wysokich. Siodło jest położone tuż na zachód od głównego wierzchołka Lodowego Szczytu i oddziela go od Sobkowej Czuby – pierwszego wzniesienia w Sobkowej Grani.
Przełęcz jest położona blisko wierzchołka Sobkowej Czuby. Po stronie Doliny Suchej Jaworowej znajduje się pod nią Wyżnia Lodowa Galeria. Między Wyżnim Sobkowym Przechodem a kopułą szczytową Lodowego Szczytu można wyróżnić jeszcze jedno wcięcie, którym jest Sobkowy Karbik (Suchý zárez).
Przez Wyżni Sobkowy Przechód wiodą drogi z Doliny Jaworowej na Lodowy Szczyt i na Ramię Lodowego.
Pierwsze wejścia turystyczne:
- letnie – John Ball, Wilhelm Richter, nieznany węgierski malarz i góralscy myśliwi z Jurgowa, ok. 31 sierpnia 1843 r.,
- zimowe – Jerzy Pierzchała, 27 kwietnia 1936 r.[2]